# Iphierga dispersa
Iphierga dispersa är en fjärilsart som beskrevs av Edward Meyrick 1917. Iphierga dispersa ingår i släktet Iphierga och familjen säckspinnare. Inga underarter finns listade i Catalogue of Life.